# Cifos
Cifos (en grec antic Κύφος), era una ciutat de Perrèbia, a Tessàlia, que va portar 22 naus a la guerra de Troia, dirigides per Guneu, segons diu Homer al "Catàleg de les naus" a la Ilíada.
Estrabó situa la ciutat als peus del mont Olimp. Esteve de Bizanci diu que hi havia dues ciutats amb el nom de Cifos, la que menciona Homer i una altra a la que es refereix Licòfron, però això sembla un error.